# Новосиницыно
Новосиницыно — упразднённый в 1981 году посёлок Благоварского района Башкирской АССР. Присоединён к селу Мирный.

## География
Находится на северо-восточной окраине Бугульминско-Белебеевской возвышенности. Протекает р. Бизерган.

### Географическое положение
Расстояние, по данным на 1 января 1969 года, на 1 июля 1972 года:
- центра сельсовета (Языково): 12 км,
- районного центра (Языково): 12 км,
- ближайшей ж/д станции (Благовар): 14 км.

## История
До установления советской власти входил в Новосёловскую волость. На 1 января 1969 года, на 1 июля 1972 года входил в Языковский сельсовет, проживали русские.
Вошёл в состав села Мирный согласно Указу Президиума ВС Башкирской АССР от 20.03.1981 N 6-2/92 «Об объединении некоторых населенных пунктов Благоварского района».

## Население
На 1 января 1969 года — 106 человек. Основная нация — русские.

## Инфраструктура
Жители посёлка работали в совхозе имени БашЦИК.

## Транспорт
Находилась у магистральной автодороги, современной федеральной трассы «Челябинск-Уфа-Самара» (М-5 "Урал").